# Brec Bassinger
Brec Bassinger est une actrice américaine, née le 25 mai 1999 à Saginaw, Texas.

## Biographie
Brec Bassinger n’a aucun lien de parenté avec l'actrice Kim Basinger.
Elle est connue pour son rôle de Bella Dawson dans la série Bella et les Bulldogs de Nickelodeon.

## Filmographie
Sauf indication contraire, les informations mentionnées dans cette section peuvent être confirmées par les bases de données cinématographiques  présentes dans la section « Liens externes ».

### Cinéma
- 2018 : Status Update de Scott Speer : Maxi Moore
- 2019 : 47 Meters Down: Uncaged de Johannes Roberts : Catherine
- 2022 : Saturday at the Starlight de Phillip Clark Davis : Felicia
- 2024 : The Man In The White Man de Warren Skeels : Margaret
- 2025 : Destination finale : Bloodlines (Final Destination: Bloodlines) de Zach Lipovsky et Adam B. Stein : Iris Campbell jeune

### Télévision

#### Téléfilms
- 2015 : Vampire malgré lui (Liar, Liar, Vampire) de Vince Marcello : Vi
- 2018 : Killer Under the Bed de Jeff Hare : Kilee
- 2023 : Saga Cutler de Linda-Lisa Hayter : Dawn Longchamp

#### Séries télévisées
- 2013-2016 : Les Goldberg (The Goldbergs) : Zoe McIntosh (saison 1, épisode 1 et saison 4, épisode 3)
- 2014-2014 : Trois fantômes chez les Hathaway (The Haunted Hathaways) : Emma Hawking (récurrente, saison 1 / invitée, saison 2)
- 2015-2016 : Bella et les Bulldogs (Bella and the Bulldogs) : Bella Dawson
- 2016-2018 : Rock Academy (School of Rock) : Kale (récurrente, saisons 2 et 3)
- 2017 : Code Black : Emma (saison 2, épisode 14)
- 2018 : All Night : Veronica Sweetzer
- 2019-2021 : Bienvenue chez les Loud (The Loud House) : Margo Roberts (voix - 4 épisodes)
- 2019 : Chicken Girls : Babs (récurrente, saison 2)
- 2020 : Legends of Tomorrow (DC's Legends of Tomorrow) : Courtney Whitmore / Stargirl (saison 5, épisode 1)
- 2020-2022 : Stargirl : Courtney Whitmore / Stargirl
- 2023 : Titans : Courtney Whitmore / Stargirl (saison 4, épisode 9)